# Demarcación de Barranco de los Lobos
Demarcación de Barranco de los Lobos es una entidad de población española del municipio de Sorbas, perteneciente a la provincia de Almería, en la comunidad autónoma de Andalucía.

## Geografía humana

### Organización territorial
La entidad colectiva de población de Demarcación de Barranco de los Lobos está dividida en las siguientes entidades singulares:
- El Barranco de los Lobos
- Cinta Blanca
- La Cumbre

### Demografía
En 2023, la entidad colectiva de población de Demarcación de Barranco de los Lobos tenía empadronados 69 habitantes.